# Koleč
Koleč település Csehországban, a Kladnói járásban. Koleč Zákolany, Třebusice, Dřetovice, Blevice és Slatina településekkel határos. Lakosainak száma 600 fő (2024. január 1.).

## Népesség
A település lakosságának változását az alábbi diagram mutatja:
| Lakosok száma | 896  | 1111 | 1135 | 931  | 680  | 552  | 592  | 582  | 560  | 600  |
|               | 1869 | 1890 | 1921 | 1950 | 1980 | 2001 | 2017 | 2019 | 2022 | 2024 |